# 若望五世
教宗若望五世（拉丁語：Ioannes PP. V；？—686年8月2日）原名不可考，685年7月23日至686年8月2日在位為教宗。

## 譯名列表
- 若望五世：天主教香港教區禮儀委員會：禧年專頁 （页面存档备份，存于）、香港天主教教區檔案　歷任教宗、《大英簡明百科知識庫》2005年版、國立編譯舘 （页面存档备份，存于）作若望。
- 约翰五世：《世界人名翻譯大辭典》1993年版作約翰。